# Christian Samuel Butz
Christian Samuel Butz(e) (* um 1699; † 15. März 1775 in Johanngeorgenstadt) war ein sächsischer Bergmeister und Berggeschworener.
Butz war zunächst bis 1730 als Bergmeister in Neugeising im Osterzgebirge tätig, bevor er nach Johanngeorgenstadt ins Westerzgebirge ging, wo er als Berggeschworener und Eisensteinvermesser verpflichtet wurde. Er bezog ein stattliches Haus in der Brauhausgasse 164. Nach dem Tod des bisherigen Bergmeisters Christian Salomon Zeidler übernahm er 1754 die Leitung des Bergamtes Johanngeorgenstadt. Im Alter von 70 Jahren wurde er 1769 emeritiert. Er starb sechs Jahre später.